# Chelsea (Wisconsin)
Chelsea – miasto w Stanach Zjednoczonych, w stanie Wisconsin, w hrabstwie Taylor.